# Alon Reininger
Pour les articles homonymes, voir Reininger.
Alon Reininger, né le 8 avril 1947 à Tel Aviv, est un photographe israélien naturalisé américain.  Il est récipiendaire du World Press Photo of the Year.